# اورونتا
اورونتا (به لاتین: Orounta) یک منطقهٔ مسکونی در قبرس است که در ناحیه نیکوزیا واقع شده‌است.

## خصوصیات
اورونتا  ۶۵۶ نفر جمعیت دارد.